# Wang Yu (advocaat)
Yu Wang (Chinees: 王宇; 1 mei 1971) is een Chinese mensenrechtenadvocaat. Ze werd in 2015 gearresteerd door de Chinese autoriteiten toen China begon met een hardhandig optreden tegen mensenrechtenadvocaten, vergelijkbaar met het hardhandige optreden in China in 2011, slechts vier jaar eerder. Wang werd beschuldigd van het aanzetten tot ondermijning van de staatsmacht, wat een ernstig strafbaar feit is en waarop in China een levenslange gevangenisstraf staat. Wang is advocaat bij het advocatenkantoor Fengrui in Beijing, dat een doelwit was tijdens het optreden tegen de mensenrechten door de Chinese overheid en leidde tot de arrestatie van twee advocaten en een stagiair naast Wang en haar man, Bao Longjun. Eind 2016 werd Wang op borgtocht vrijgelaten door de Chinese autoriteiten nadat ze was naar alle waarschijnlijkheid gedwongen was tot een bekentenis die op televisie werd uitgezonden waarin ze haar collega 's beschuldigde en stelde dat haar werk voor de rechten van de mens het resultaat was van buitenlandse activisten om China in een slecht daglicht te stellen. "Ik zal niet meer gebruikt worden door hen" zei Wang in een video gepubliceerd op een nieuwssite van de Communistische Partij . Haar bekentenis volgde een patroon vergelijkbaar met bekentenissen die andere advocaten, uitgevers en mensenrechten-activisten gaven aan de Chinese autoriteiten. Vrienden zeiden dat, hoewel Wang vrijgelaten is zij nog jaren onder toezicht van de Chinese overheid zal blijven staan en niet vrij zou zijn om te komen en gaan zoals ze wil

## Mensenrechten
Voordat ze zich inzette als mensenrechten advocaat was Wang een commerciële advocaat tot een incident op een Tianjin spoorweg station in 2008. Daar kreeg ze ruzie met rail werknemers, omdat haar de toegang geweigerd was voor een trein,ondanks dat ze in bezit was van een vervoersbewijs. In een Kafkaëske wending van de gebeurtenissen, werd ze aangeklaagd voor "opzettelijke mishandeling" en gevangen gezet voor meer dan 2 jaar. Tijdens het uitzitten van haar straf in de gevangenis, leerde ze hoe gevangenen werden mishandeld en gemarteld. Na haar vrijlating in 2011 was haar bekering tot mensenrechtenadvocaat compleet.
Sindsdien zet ze zich in voor de rechten van de mens in China. Haar klanten zijn onder meer Ilham Tohti, een bekende Oeigoerse intellectueel, de vrouwenrechtengroep bekend als de "Feministische Vijf," en de verboden spirituele groep Falun Gong. Het was haar gebruik van sociale media om mensenrechten aan de kaak te stellen die uiteindelijk leidde tot haar arrestatie voor ondermijning van de rechtstaat. In 2015 publiceerde Persbureau Xinhua, de officiële staatspers van de Volksrepubliek China, een artikel bedoeld om haar reputatie aan te tasten, zeggende: "Deze arrogante vrouw met een strafblad ging onmiddellijk naar een advocaat, stamelende over de rechtsstaat, de rechten van de mens en rechtvaardigheid, en positioneerde zich onder de vlag van de Rights Defense Movement".

## Documentaire
Yu Wangs werk voor de mensenrechten is in 2016 vastgelegd in de documentaire Hooligan Mus geregisseerd door Nanfu Wang. Op 4 juni 2016, werd Yu Wang bekroond met de 21ste prestigieuze Ludovic Trarieux Internationale Mensenrechten Prijs ook wel "de onderscheiding van advocaten voor een advocaat". genoemd Op 6 augustus 2016, kende de American Bar Association haar inaugurele International Human Rights Award Wang Yu bij verstek toe. "Door Wang Yu te eren, brengen wij hulde aan haar standvastige toewijding in het doen van dit belangrijke werk in China. We erkennen haar belangrijke werk om de mensenrechten te beschermen en om te pleiten dat de Chinese regering de onafhankelijkheid van de rechterlijke macht en de advocatuur en een eerlijk proces respecteert—alle principes gegarandeerd onder Chinese en internationale wet - en essentieel voor het ondersteunen van de vooruitgang in naar eenrechtsstaat," zei ABA President Paulette Brown.